# Просічка

Позиція 3 — Просічки в жилах гірських порід

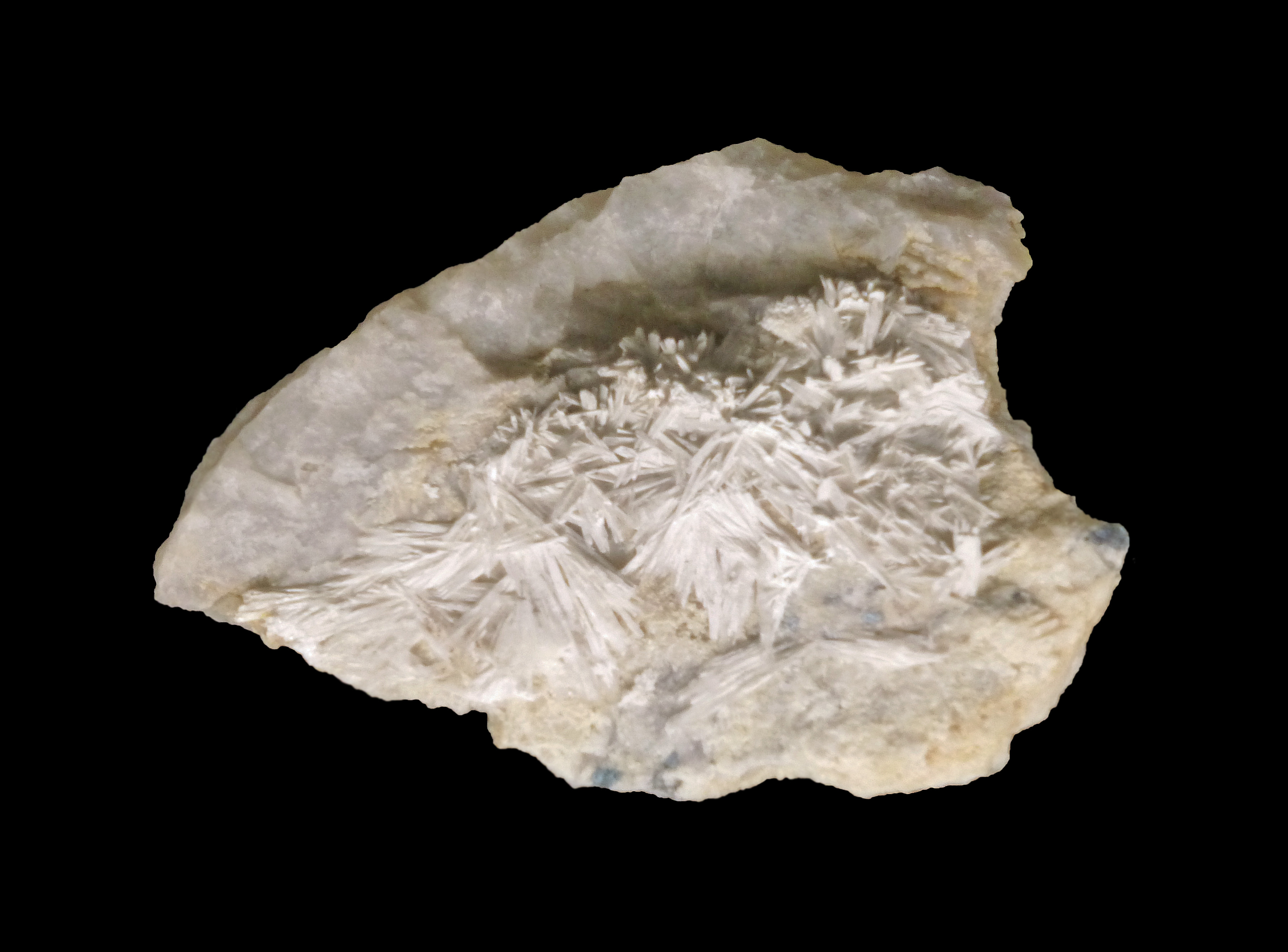
Дрібні просічки кристалів фармаколіту — орієнтація окремих волокнистих агрегатів мінералів впоперек одна до одної.

Просічка (рос. просечка, англ. parting, нім. Trennung f) — у мінералогії — поділ волокнистих агрегатів мінералів у жилах поперек на одну або декілька частин. Перетинання жил. Перетинання волокнистих агрегатів мінералів.